# ゲイベルグ諸島
ゲイベルグ諸島（ゲイベルグしょとう、ロシア語: острова Гейберга または острова Акселя Гейберга）は、北極海の一部であるカラ海に位置するロシア連邦領の4つの島から構成される島嶼群である。行政上はクラスノヤルスク地方に属する。